# Nordcurrent
Nordcurrent (precedentemente nota come Ivolgamus) è un'azienda lituana sviluppatrice di videogiochi per varie piattaforme, fondata nel 2002 a Vilnius.
Dopo essersi fatta una reputazione su console come Nintendo DS e PlayStation Portable, l'azienda si è concentrata sui giochi per dispositivi mobili, specialmente di tipo free-to-play. Nel 2012 il suo principale mercato erano gli USA seguiti dal Giappone.
Nel 2018 ha acquisito lo studio ucraino Blam Games di Odessa, aggiungendo 40 impiegati ai suoi 130 distribuiti tra Vilnius e Varsavia.
Tra i giochi più noti dell'azienda ci sono la serie per mobile 101-in-1 Games, Cooking Fever e Sniper Arena.

## Videogiochi sviluppati
- 101-in-1 Explosive Megamix (2008 - Nintendo DS, Nintendo Wii)
- 101-in-1 Games (2011 - Android, iOS)
- 101-in-1 Games 2: Evolution (2014 - Android, iOS)
- 101-in-1 Games HD (2012 - iOS, Android)
- Airplane Chefs (2021 - Android, iOS)
- Barbie principessa dell'isola perduta - (2007 - PlayStation 2, Microsoft Windows, Nintendo Wii, Nintendo DS, Game Boy Advance, Nintendo GameCube)
- Building the Great Wall of China - (2012 - Android, iOS)
- Building the Great Wall of China 2 - (2015 - Android, iOS)
- Cooking Fever (2014 - Android, iOS, Microsoft Windows)
- Cooking Fever Duels (2023 - Android, iOS)
- Curse of the Werewolves - (2013 - iOS, Android)
- Gamebanjo (2014 - Android, iOS)
- Happy Chef (2013 - iOS, Android)
- Happy Chef 2 (2013 - iOS, Android)
- Happy Clinic (2017 - Android, iOS)
- Jewel Keepers: Easter Island (2010 - PlayStation Portable, Microsoft Windows, iOS)
- Jewel of the East India Company - (2012 - iOS, Android)
- Murder in the Alps - (2018 - Android, iOS)
- Pirate Chronicles (2016 - Android, iOS)
- Pocket Styler (2021 - Android, iOS)
- Sniper Arena (2016 - iOS, Android)
- Shrek - Tutti al Luna Park (2008 - Microsoft Windows, Nintendo DS, PlayStation 2, Nintendo Wii)
- Urbanix (2010 - iOS, Playstation Portable, Nintendo Wii)
- WAR SECTOR (2023 - Android, iOS)